# Josip Vranković
Josip-Jerko Vranković, fue un jugador de baloncesto croata nacido el 26 de octubre de 1968, en Split, RFS Yugoslavia. Con 1.98 de estatura, jugaba en la posición de alero. Consiguió 2 medallas en competiciones internacionales con Croacia. Es el hermano menor del pívot Stojan Vranković. Ha sido seleccionador de Croacia y ha entrenado a la Cibona de Zagreb, entre otros equipos.

## Equipos
- 1989-1990  KK Dalvin
- 1990-1991  Alkar
- 1991-1997 KK Split
- 1997-1998 KK Zadar
- 1998-2000 Cibona Zagreb
- 2000-2003  Prokom Sopot
- 2002-2003  EnBW Ludwigsburg
- 2004-2005 Cibona Zagreb
- 2005-2006 HKK Široki